# لوكاس فيلارويل
لوكاس فيلارويل (بالإسبانية: Lucas Villarruel)‏ هو لاعب كرة قدم أرجنتيني في مركز الوسط، ولد في 13 نوفمبر 1990 في بوينس آيرس في الأرجنتين. لعب مع هوراكان.

## وصلات خارجية
- لوكاس فيلارويل على موقع قاعدة بيانات كرة القدم.إي يو (الإنجليزية)
- لوكاس فيلارويل على موقع Soccerway.com (الإنجليزية)
- لوكاس فيلارويل على موقع AS.com (الإسبانية)